# Wymiana ludności między Grecją i Turcją

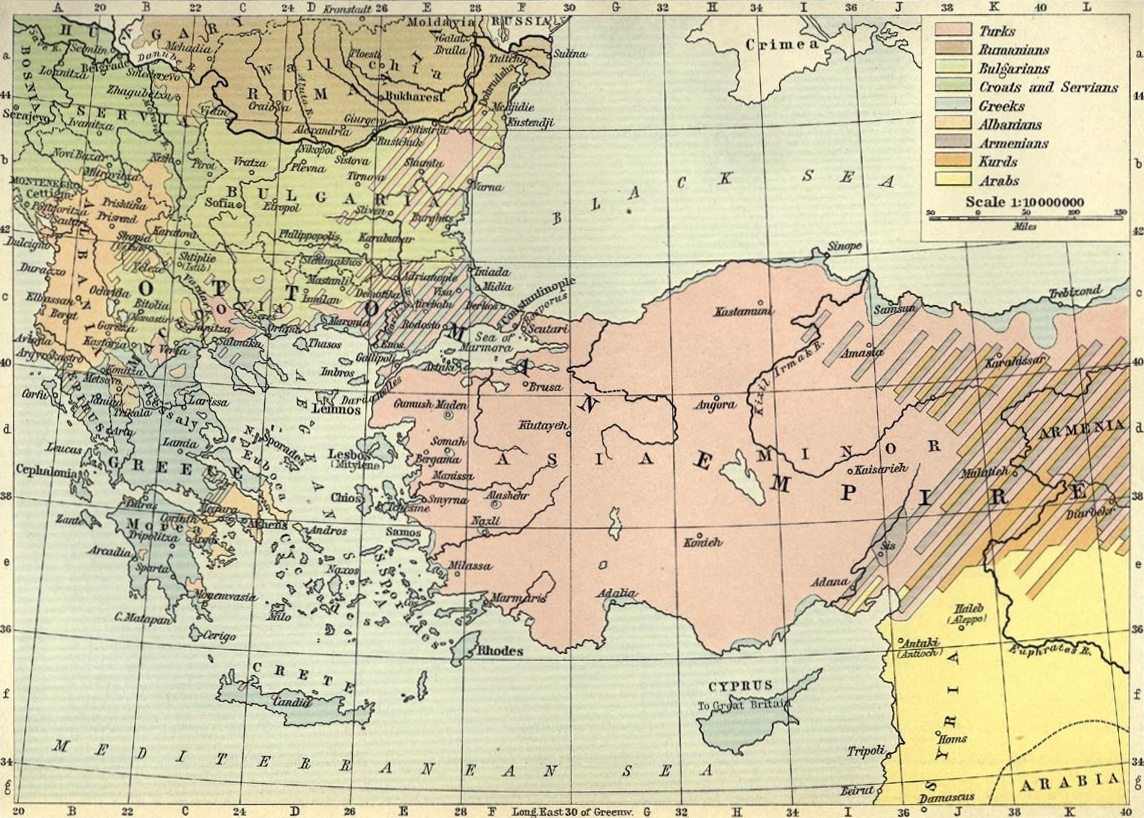
Mapa etniczna Turcji 1911 rok

     Terytorium Turcji i planowany Kurdystan (ciemnocytrynowy)
     Armenii
     Grecji
     Francji
     Wielkiej Brytanii
     Włoch
     Francji
     Wielkiej Brytanii
     Zdemilitaryzowana międzynarodowa strefa kontroli cieśnin

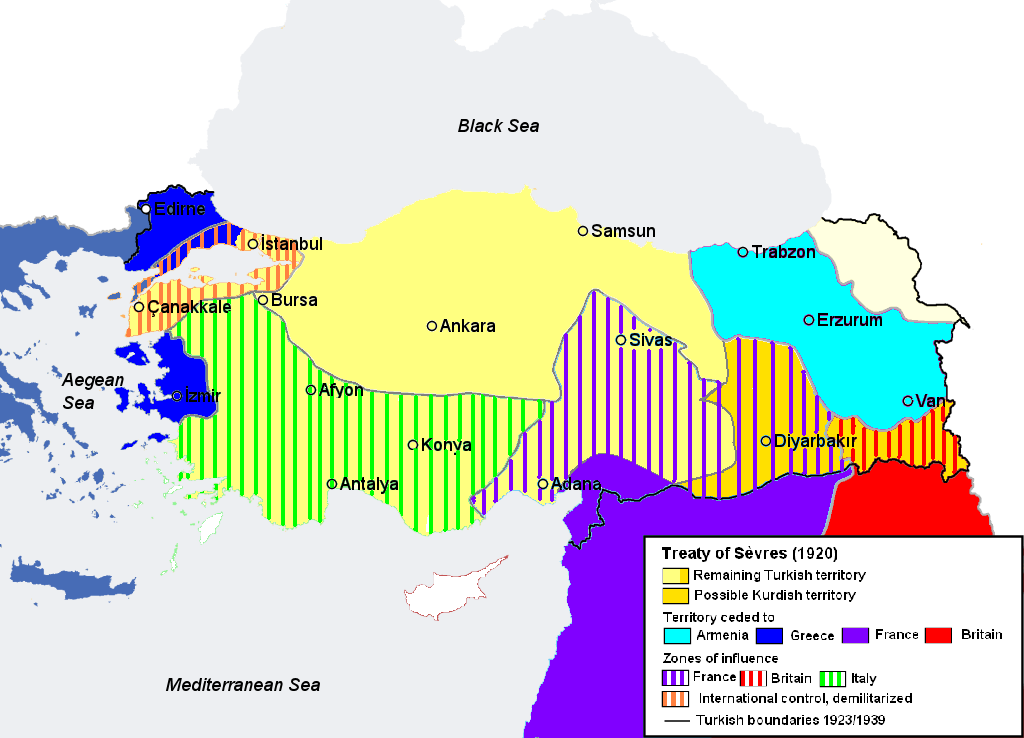
Podział Anatolii i Tracji według traktatu z Sevres.
Terytorium Turcji i planowany Kurdystan (ciemnocytrynowy)
Tereny oddane:
Armenii
Grecji
Francji
Wielkiej Brytanii
Ponadto obszary zaznaczone liniami pionowymi – strefy wpływów:
Włoch
Francji
Wielkiej Brytanii
Zdemilitaryzowana międzynarodowa strefa kontroli cieśnin Linią ciągłą zaznaczony zrewidowany traktatem w Lozannie 1923 przebieg granic Turcji

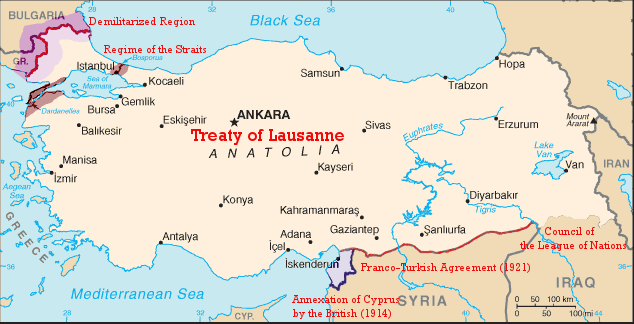
Ostateczne granice Turcji ustalone traktatem w Lozannie (1923). Zaznaczono strefy zdemilitaryzowane.

Wymiana ludności pomiędzy Grecją i Turcją – przesiedlenia obejmujące ponad dwa miliony osób wynikłe z zapisów traktatu z Lozanny, podpisanego 24 lipca 1923 przez Imperium brytyjskie, Francję, Włochy, Japonię, Grecję, Rumunię oraz Królestwo Serbów, Chorwatów i Słoweńców z jednej strony a Republiką Turecką z drugiej strony.
Traktat w Lozannie zrewidował postanowienia traktatu z Sèvres z 10 sierpnia 1920, sprowadzające się w praktyce do rozbioru terytorium Imperium Osmańskiego, w tym etnicznych ziem tureckich, umiędzynarodowienia Konstantynopola (Stambułu), cieśnin Bosfor i Dardanele i ograniczenia suwerennej władzy Turcji do części Anatolii. Traktat z Sèvres spotkał się z czynnym oporem Turków, którzy obalili sułtanat i ustanowili republikę ze stolicą w Ankarze, gdzie Mustafa Kemal Atatürk zwołał 23 kwietnia 1920 Wielkie Zgromadzenie Narodowe Turcji – pierwszy w historii parlament turecki, a następnie zbrojnie przeciwstawili się armii greckiej, która podjęła ofensywę do centrum Anatolii próbując wymusić realizację postanowień traktatu z Sèvres. W bitwie nad rzeką Sakarya armia grecka została pokonana i odrzucona na wybrzeże przez Turków. W konsekwencji traktat z Sèvres stał się martwą literą. W ramach wymiany ludności przesiedlono do Turcji od 500 – 800 tys. ludzi, a do Grecji ok. 1,5 mln (głównie z rejonów wybrzeża Morza Egejskiego (Jonia), wybrzeża Morza Czarnego (Pontu), Tracji wschodniej oraz Kapadocji).
Traktat zakończył wojnę grecko-turecką i ustabilizował sytuację w regionie. W latach 1915–1918 pod pretekstem obrony kraju w północno-wschodniej Turcji, w rejonie działań wojennych pomiędzy armiami turecką i rosyjską doszło do masowych przesiedleń, pogromów i rzezi ormiańskich i greckich mieszkańców regionu Pont. Po przegranej Turcji i jej sojuszników w I wojnie światowej i wycofaniu wojsk rosyjskich z obszaru Pontu doszło do planowej i wyjątkowo okrutnej eksterminacji nie-Turków (ludobójstwo Greków Pontyjskich).
Po podpisaniu traktatu z Lozanny, wobec skali wzajemnej nienawiści pomiędzy chrześcijanami a Turkami w regionie i w konsekwencji praktycznej niemożności zgodnego pokojowego współżycia obu społeczności etnicznych w ramach jednego państwa (Grecji lub Turcji) zadecydowano o masowym przesiedleniu ludności cywilnej, obu wielkich religii, z terenów etnicznie mieszanych na terytorium państwa etnicznego. Wymiana ludności nie była dokonywana według kryterium narodowego czy językowego. Podstawowy wyznacznik stanowiło wyznanie. I tak z Grecji wysiedlono nie tylko ludność tureckojęzyczną, ale także muzułmanów posługujących się innymi językami: wyznających islam Cyganów, pewną część Pomaków, Albańczyków oraz Meglenorumunów. Natomiast z Turcji wysiedlono niemal wszystkich prawosławnych bez względu na to czy posługiwali się oni językiem greckim, tureckim czy innym. Z obligatoryjności wymiany wyłączono okręg Konstantynopola i wysp Imbros i Tenedos w Turcji, gdy w greckiej Tracji Zachodniej mogła pozostać miejscowa społeczność muzułmańska, składająca się z Turków i Pomaków. W Turcji pozostała też muzułmańska część Pontów, zamieszkujących okolice Trapezuntu. Grupa ta, islamizowana poczynając od XVII w., do dziś używa pontyjskiej formy języka greckiego i przyjaźnie odnosi się do greckiej diaspory, także wywodzącej się z Pontu.
Wymiana ludności zazwyczaj odbywała się w sposób pokojowy, stopniowo i trwała do 1930 r. Liga Narodów zorganizowała także aktywizację ekonomiczną okolic objętych wymianami ludności. W ten sposób dopomożono także ludności, która opuściła swe ojczyzny jeszcze w trakcie trwania wojen bałkańskich. Aktywizacją ekonomiczną łagodzono także napięcia, pomiędzy repatriantami a ludnością miejscową. Urzędnicy Ligi Narodów, a za nimi greccy historycy mówią wręcz o przejściu części Bałkanów, objętej wymianami ludności, prosto z realiów XVII wieku, do szybkiego rozwoju i XX wieku.
Wymiana ludności pomiędzy Turcją a Grecją w konsekwencji traktatu z Lozanny były pierwszą w historii nowoczesnej operacją tego typu. Na modelu określonym w Lozannie i z podobnych motywów oparta była wymiana ludności w Europie Środkowo-Wschodniej po II wojnie światowej.